# Кунья, Паулу
Па́улу Арсе́ниу Вери́ссиму да Ку́нья (порт. Paulo Arsénio Veríssimo da Cunha); 1 сентября 1908 года, Лиссабон, Португалия — 16 декабря 1986 года, Лиссабон, Португалия) — португальский учёный-юрист и государственный деятель, министр иностранных дел Португалии (1950—1956, 1957 и 1958).

## Биография
В 1930 г. окончил юридический факультет Лиссабонского университета, получив докторскую степень (1934) и по завершении которого остался на преподавательской работе:
- 1935 г. — преподаватель юридического факультета Лиссабонского университета,
- 1936 г. — преподаватель в Институте социальной службы,
- 1938 г. — профессор юридического факультета Лиссабонского университета,
- 1944 г. — один из разработчиков нового Гражданского кодекса,
- 1946—1952 гг. — проректор Лиссабонского университета,
- 1962—1965 гг. — ректор Лиссабонского университета,
- 1975 г. — уволен с юридического факультета, был восстановлен в 1981 г.

В 1950—1956, 1957 и 1958 гг. занимал должность министра иностранных дел Португалии. В 1960—1962 гг. возглавлял Совет по заморским территориям Португалии.
В 1942—1973 гг. являлся депутатом португальского парламента.

## Награды
20 мая 1953 года был награжден Большим Крестом Военного ордена Христа, а 20 августа 1958 года — Большим Крестом Военного ордена Сантьяго. Также имел ряд иностранных наград.